# Karjaküla
Karjaküla (tyska: Hohenhof) är en småköping i nordvästra Estland. Den ligger i Lääne-Harju kommun och i landskapet Harjumaa, 23 km sydväst om huvudstaden Tallinn. Antalet invånare var 345 år 2011. Karjaküla tillhörde Keila kommun 1992-2017.
Karjaküla ligger 51 meter över havet och terrängen runt orten är mycket platt. Runt Karjaküla är det glesbefolkat, med 16 invånare per kvadratkilometer. Närmaste större samhälle är Keila, 4 km söder om Karjaküla. I omgivningarna runt Karjaküla växer i huvudsak blandskog.
Inlandsklimat råder i trakten. Årsmedeltemperaturen i trakten är 3 °C. Den varmaste månaden är juli, då medeltemperaturen är 17 °C, och den kallaste är januari, med −12 °C.